# Pollia secundiflora
Pollia secundiflora är en himmelsblomsväxtart som först beskrevs av Carl Ludwig von Blume, och fick sitt nu gällande namn av Reinier Cornelis Bakhuizen van den Brink. Pollia secundiflora ingår i släktet Pollia och familjen himmelsblomsväxter. Inga underarter finns listade.